# Pjotr Pawlowitsch Kawerin

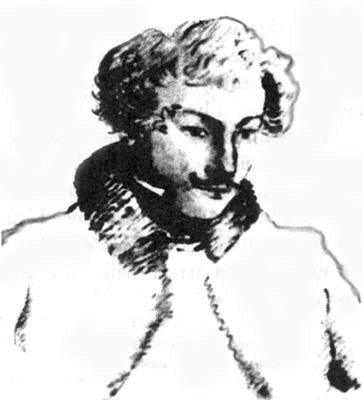
Pjotr Pawlowitsch Kawerin

Pjotr Pawlowitsch Kawerin (russisch Пётр Павлович Каверин / Pëtr Pavlovič Kaverin; * 9. September 1794 im Gouvernement Moskau; † 30. September 1855 in Radsiwilow im Gouvernement Wolhynien) war ein russischer Oberst, Freimaurer und Mitglied des Wohlfahrtsbundes. Letztere Vereinigung war eine im Januar 1818 gegründete Vorläuferin der Dekabristenbewegung.
Pjotrs Vater, der Senator und Geheime Rat Pawel Nikititsch Kawerin (1763–1853) aus dem Moskauer Adelsgeschlecht der Kawerins, war 1797 bis 1798 Oberpolizeimeister von Moskau sowie 1811 bis 1816 Zivilgouverneur von Kaluga und Smolensk. Die Mutter Anna Petrowna, geborene Korsakow, in den 1770er Jahren geboren und 1808 verstorben, war die außereheliche Tochter von Generalleutnant Alexander Wassiljewitsch Rimski-Korsakow (1729–1781).
Pjotr, seit 1805 den Jungen Moskauer Archivaren angehörig, wurde ab 1808 in der Pension für adlige Knaben, einer geschlossenen Lehranstalt an der Moskauer Universität, erzogen, studierte ab 1809 an ebenderselben Universität und 1810 bis 1812 in Göttingen. In den schwierigen Zeitläuften der folgenden Jahre leistete Pjotr Kawerin ab 15. Januar 1813 Kriegsdienst in der Russischen Landwehr. Kawerin, Adjutant eines Landwehrgenerals, wurde als Leutnant in das Olwiopoler Husarenregiment übernommen und brachte es dort unter Adam Johann Kasimir Graf von Bennigsen (1776–1816) bis zum Stabsrittmeister. Nach Kriegsende wurde Kawerin im Pawlowsker Leibgarderegiment Seiner Majestät Adjutant von General Toll. Am 17. März 1819 trat er in das 2. Suwalkener Husarenregiment als Major ein. Als Oberstleutnant quittierte Kawerin am 14. Februar 1823 krankheitshalber den Militärdienst.
Bereits in der Zeit bis 1821 hatte er sich dem oben erwähnten Wohlfahrtsbund zugewandt. Puschkin und Lermontow verewigten die Husarenstücke aus den Kriegszeiten ihres Freundes, des Ruheständlers Kawerin, in einigen ihrer Werke. Befreundet war der ermüdete Krieger auch mit Gribojedow, Wjasemski, Nikolai Turgenew und dem Freimaurer Wiktor Tepljakow, einem der Repräsentanten des Goldenen Zeitalters.
Am 11. September 1826 trat Kawerin wieder den russischen Streitkräften bei; kam diesmal als Major in das 1. Sankt Petersburger Ulanenregiment. Nach dem Wechsel in das Suwalkener 2. Kurländische Leibgarderegiment beteiligte er sich am Russisch-Türkischen Krieg und an der Niederschlagung des Novemberaufstandes. Am 5. Januar 1836 verließ Kawerin als Oberst die Russische Armee.
In finanzieller Notlage musste er das Kommando über die Grenzwache in Radsiwilow übernehmen. Dort blieb er mit seiner Ehefrau Jewdokija und seinem Vater. 1856 ließ die Witwe Jewdokija in Radsiwilow die Friedhofskirche Heiliger Paulus von Theben erbauen. Dort ruht Pjotr Kawerin neben seinem Vater.